# هیهات
هیهات فیلمی در ۴ اپیزود و به کارگردانی و نویسندگی هادی نائیجی، دانش اقباشاوی، روح‌الله حجازی و هادی مقدم‌دوست و تهیه‌کنندگی محمدرضا شفیعی محصول سازمان هنری رسانه‌ای اوج در سال ۱۳۹۴ میباشد.
این فیلم در ۷ مهر ۱۳۹۵ در سینماهای ایران اکران شده است.

## موضوع فیلم
این فیلم چهار اپیزودی با درون‌مایه‌ای مذهبی و اعتقادی، سعی در نمایش چهار گوشه از ارتباط مردمان معاصر با فرهنگ و منش عاشورایی دارد.

## بازیگران
- حمید فرخ‌نژاد
- حامد بهداد
- بابک حمیدیان
- مینا ساداتی
- آلا نجم
- خسرو شهراز[۷]
- بهاران بنی‌احمدی[۸][۹]
- فاطمه مرتاضی

## خلاصه فیلم
اپیزود اول: حکایت مادر پیری مس باشد که سال‌های زیادی در حسرت زیارت کربلا مانده و حالا گذر ضریح جدید حسین بن علی از محل سکونتش، فرصتی را برای وی مهیا نموده که برای آن در انتهای عمر، دست کم ضریح جدید حسین بن علی را زیارت نماید.
اپیزود دوم: داستان این بخش با محوریت شخصیت فرید موسوی از فرماندهان دوران جنگ ایران-عراق تشکیل می‌گیرد. او که همراه خانواده‌اش عازم زیارت اربعین است، در آستانه سفر با مسئله‌ای جدی روبرو می‌گردد که جوانان زیادی برای حل آن گام برداشته و ناکام مانده‌اند. فرید موسوی سفر اربعینش را نیمه کاره گذاشته و حماسه‌ای می‌سازد که در لحظه لحظه آن، اشاره به حماسه عباس بن علی مشهود است.
اپیزود سوم: داستان زندگی «آلا» دختر خردسال عراقی و مادرش، در شرایطی دشوار از لحاظ مالی و بدون پدری که جانش را روی مین‌های به جا مانده از جنگ گذاشته، فی نفسه پر احساس و غمبار است. کارگردان با افزودن تصاویری از بین‌الحرمین و حرم حسین بن علی آنرا مبدل به روضه‌ای تمام عیار کرده است. آلا بجای آنکه گدایی نماید، با الهام از روحیه آزادگی و استقلال مادرش اقدام به تولید مهر کربلا می‌کند و با فروش آن‌ها زندگیش را رونق می‌بخشد.
اپیزود چهارم: نرگس و فرزندش برای دیدن مرتضی که مدت طولانی است که به عنوان پزشک زائرین در کربلا مانده است، به این شهر سفر می‌نمایند. اما نرگس نمی‌تواند همسرم را پیدا کند و از اینجاست که گفتگوهای نرگس و مرتضی در فضای مجازی، بصورت آرام آرام مخاطب خود را با کاری که مرتضی به آن پرداخته است، آشنا می‌کند. مرتضای این داستان، هم اکنون مدافع حرم شده و در خط مقدم نبرد با تکفیری‌هاست.

## لوکیشن (موقعیت مکانی)
در فیلم «هیهات» بعد از سپری شدن هفتاد جلسه فیلمبرداری در لوکیشن‌هایی واقع در استان خوزستان (شهرهای آبادان، خرمشهر) و در کشور عراق (در شهرهای کربلا و نجف) پایان یافت.

## زبان
علاوه بر فارسی، فیلم سینمایی «هیهات»، در تاریخ جمعه ۲۵ شهریور ، با زبانگردانی و ترجمه به زبان عربی (امیر شعبانی زاده) برنامه ریزی گردید.